# بالتيئيل دايكان
بالتيئيل دايكان (بالعبرية: פלטיאל דייקן) (12 مايو 1885 – 12 فبراير 1969) رجل قانون إسرائيلي.
حصل على جائزة إسرائيل في القانون في عام 1957.

## حياته
ولد في فيليشكا في ليتوانيا التي كانت حينها جزءا من الإمبراطورية الروسية في عام 1885. وفي سن السادسة انتقلت عائلته إلى فيودوسيا في شبه جزيرة القرم، حيث التحق بالمدرسة الثانوية. ودرس القانون في جامعة أوديسا.
وهاجر إلى فلسطين تحت الانتداب البريطاني في عام 1921.
وفي عام 1935 ساهم في إنشاء كلية القانون والاقتصاد، التي شكلت الأساس لتأسيس جامعة تل أبيب.
ومات في بتاح تكفا في عام 1969.

## جوائز
- حصل على جائزة إسرائيل في القانون في عام 1957.[5]